# Disney Infinity
Pour le jeu vidéo éponyme, voir Disney Infinity (jeu vidéo).
Disney Infinity est une série de jeux vidéo de plates-formes et d'aventure de type monde virtuel libre associé à des figurines, développé par Avalanche Software et édité par Disney Interactive Studios. La série reprend le principe lancé par Skylanders d'Activision Blizzard en le transposant dans les univers Disney-Pixar, Marvel et Star Wars. Elle débute en 2013 avec la sortie de Disney Infinity sur PlayStation 3, Wii, Wii U, Xbox 360, Nintendo 3DS, iOS et Microsoft Windows. En 2014, parait le jeu Disney Infinity: Marvel Super Heroes sur les mêmes plates-formes qui se centre sur l'univers Marvel, puis Disney Infinity 3.0 en 2015 qui aborde l'univers Star Wars.
Les trois jeux reçoivent un bon accueil de la part de la presse spécialisée lors de leur sortie.
Le 29 juillet 2016, Disney Interactive ferme les achats en ligne liés à son jeu Disney Infinity. Les Toy Box publiées ne sont plus vérifiées depuis le 30 septembre 2016. Les serveurs sont arrêtés définitivement le 3 mars 2017.

## Ludothèque
Disney Infinity est un jeu vidéo de plates-formes et d'aventure de type monde virtuel libre associé à des figurines, développé par Avalanche Software et édité par Disney Interactive Studios. Il est sorti en 2013 sur PlayStation 3, Wii, Wii U, Xbox 360, Nintendo 3DS, iOS et Microsoft Windows. Il reprend le principe lancé par Skylanders d'Activision Blizzard en le transposant dans les univers Disney-Pixar.
Disney Infinity: Marvel Super Heroes (ou Disney Infinity 2.0) est la suite de Disney Infinity sortie en 2014, centrée sur l'univers Marvel.
Disney Infinity 3.0 est un jeu d'action-aventure de type sandbox développé par Avalanche Software et édité par Disney Interactive Studios en 2015 sur PC, PlayStation 3, PlayStation 4, Wii U, Xbox 360, Xbox One et Apple TV. C'est le troisième et dernier volet de la série de jeux et jouets vidéo Disney Infinity, proposant des figurines connectées, et introduit la franchise Star Wars.

## Système de jeu

### Généralités
Disney Infinity est une série de jeux de plates-formes de type monde virtuel libre associé à des figurines. Les jeux reprennent le principe lancé par Skylanders d'Activision Blizzard en le transposant dans les univers.

### Figurines
| Figurines                                      | Figurines                  | Figurines | Figurines                                                                         |
| Figurines Disney Infinity                      | Figurines Disney Infinity  | Figurines Disney Infinity | Figurines Disney Infinity                                                         |
| Univers                                        | Personnages                | Pack | Date de sortie française                                                          |
| ---------------------------------------------- | -------------------------- | --- | --------------------------------------------------------------------------------- |
| Pirates des Caraïbes                           | Jack Sparrow               | Pack de démarrage | 19 septembre 2013                                                                 |
| Pirates des Caraïbes                           | Barbossa                   | Figurine seule / Pack Héros | 19 septembre 2013                                                                 |
| Pirates des Caraïbes                           | Davy Jones                 | Figurine seule / Pack Villains | 19 septembre 2013                                                                 |
| Les Indestructibles                            | M. Indestructible          | Pack de démarrage | 19 septembre 2013                                                                 |
| Les Indestructibles                            | Mme. Indestructible        | Figurine seule / Pack Héros | 19 septembre 2013                                                                 |
| Les Indestructibles                            | Syndrome                   | Figurine seule / Pack Villains | 19 septembre 2013                                                                 |
| Les Indestructibles                            | Violette                   | Figurine seule / Pack Filles | 19 septembre 2013                                                                 |
| Les Indestructibles                            | Flèche                     | Figurine seule | 19 septembre 2013                                                                 |
| Monstres Academy                               | Sulli                      | Pack de démarrage | 19 septembre 2013                                                                 |
| Monstres Academy                               | Bob Razowski               | Figurine seule / Pack Héros | 19 septembre 2013                                                                 |
| Monstres Academy                               | Léon                       | Figurine seule / Pack Villains | 19 septembre 2013                                                                 |
| Cars                                           | Flash McQueen              | Pack aventure Cars | 19 septembre 2013                                                                 |
| Cars                                           | Holley Swiftwell           | Pack aventure Cars | 19 septembre 2013                                                                 |
| Cars                                           | Francesco Bernoulli        | Figurine seule | 19 septembre 2013                                                                 |
| Cars                                           | Martin                     | Figurine seule | 19 septembre 2013                                                                 |
| Lone Ranger, naissance d'un héros              | Lone Ranger                | Pack aventure The Lone Ranger | 19 septembre 2013                                                                 |
| Lone Ranger, naissance d'un héros              | Tonto                      | Pack aventure The Lone Ranger | 19 septembre 2013                                                                 |
| Toy Story                                      | Buzz l'Éclair              | Pack aventure Toy Story dans l'espace                                                                                                   | 28 novembre 2013                                                                  |
| Toy Story                                      | Jessie                     | Pack aventure Toy Story dans l'espace                                                                                                   | 28 novembre 2013                                                                  |
| Toy Story                                      | Woody                      | Figurine seule | 31 octobre 2013                                                                   |
| L'Étrange Noël de Monsieur Jack                | Jack Skellington           | Figurine seule | 31 octobre 2013                                                                   |
| Les Mondes de Ralph                            | Ralph                      | Figurine seule / Pack Toy Box Les Mondes de Ralph                                                                                       | 28 novembre 2013                                                                  |
| Les Mondes de Ralph                            | Vanellope Von Schweetz     | Figurine seule / Pack Toy Box Les Mondes de Ralph / Pack Filles                                                                         | 28 novembre 2013                                                                  |
| La Reine des neiges                            | Elsa                       | Figurine seule / Pack Toy Box La reine des neiges                                                                                       | 28 novembre 2013                                                                  |
| La Reine des neiges                            | Anna                       | Figurine seule / Pack Toy Box La reine des neiges                                                                                       | 28 novembre 2013                                                                  |
| Raiponce                                       | Raiponce                   | Figurine seule / Pack Filles | 28 novembre 2013                                                                  |
| Fantasia                                       | Mickey L'Apprenti Sorcier  | Figurine seule | 5 décembre 2013                                                                   |
| Phinéas et Ferb                                | Phineas                    | Figurine seule / Pack Toy Box Phinéas et Ferb                                                                                           | 4 avril 2014                                                                      |
| Phinéas et Ferb                                | Perry L'Ornithorynque      | Figurine seule / Pack Toy Box Phinéas et Ferb                                                                                           | 4 avril 2014                                                                      |
| Figurines Disney Infinity: Marvel Super Heroes |                            | |                                                                                   |
| Franchise                                      | Personnage                 | Pack | Date de sortie                                                                    |
| Avengers                                       | Iron Man                   | Pack de démarrage Marvel Super Heroes / Pack aventure Avengers / Pack de démarrage Marvel Super Heroes édition spéciale                 | 23 septembre 2014                                                                 |
| Avengers                                       | La Veuve Noire             | Pack de démarrage Marvel Super Heroes / Pack aventure Avengers / Pack de démarrage Marvel Super Heroes édition spéciale                 | 23 septembre 2014                                                                 |
| Avengers                                       | Thor                       | Pack de démarrage Marvel Super Heroes / Figurine seule / Pack de démarrage édition spéciale                                             | 23 septembre 2014                                                                 |
| Avengers                                       | Captain America            | Figurine seule / Pack de démarrage édition spéciale                                                                                     | 23 septembre 2014                                                                 |
| Avengers                                       | Œil de Faucon              | Figurine seule / Pack de démarrage édition spéciale                                                                                     | 23 septembre 2014                                                                 |
| Avengers                                       | Hulk                       | Figurine seule / Pack de démarrage édition spéciale                                                                                     | 23 septembre 2014                                                                 |
| Avengers                                       | Loki                       | Figurine seule | 13 janvier 2015                                                                   |
| Avengers                                       | Faucon                     | Figurine seule | 25 mars 2015                                                                      |
| Spider-Man                                     | Spider-Man                 | Pack aventure Ultimate Spider-Man | 23 septembre 2014                                                                 |
| Spider-Man                                     | Nova                       | Pack aventure Ultimate Spider-Man | 23 septembre 2014                                                                 |
| Spider-Man                                     | Venom                      | Figurine seule | 23 septembre 2014                                                                 |
| Spider-Man                                     | Iron Fist                  | Figurine seule | 23 septembre 2014                                                                 |
| Spider-Man                                     | Nick Fury                  | Figurine seule | 23 septembre 2014                                                                 |
| Spider-Man                                     | Le Bouffon Vert            | Figurine seule | 13 janvier 2015                                                                   |
| Spider-Man                                     | Spider-Man En Costume Noir | Pack de démarrage Marvel Super Heroes pour PlayStation Vita / Figurine seule                                                            | 9 mai 2015 (Pack de démarrage PlayStation Vita) 15 mars 2016 (Figurine seule 3.0) |
| Gardiens de la Galaxie                         | Star-Lord                  | Pack aventure Gardiens de la Galaxie | 23 septembre 2014                                                                 |
| Gardiens de la Galaxie                         | Gamora                     | Pack aventure Gardiens de la Galaxie | 23 septembre 2014                                                                 |
| Gardiens de la Galaxie                         | Drax Le Destructeur        | Figurine seule | 23 septembre 2014                                                                 |
| Gardiens de la Galaxie                         | Groot                      | Figurine seule | 23 septembre 2014                                                                 |
| Gardiens de la Galaxie                         | Rocket Raccoon             | Figurine seule | 23 septembre 2014                                                                 |
| Gardiens de la Galaxie                         | Ronan L'Accusateur         | Figurine seule | 13 janvier 2015                                                                   |
| Gardiens de la Galaxie                         | Yondu                      | Figurine seule | 13 janvier 2015                                                                   |
| Rebelle                                        | Mérida                     | Pack de démarrage Toy Box / Figurine seule                                                                                              | 4 novembre 2014                                                                   |
| Lilo et Stitch                                 | Stitch                     | Pack de démarrage Toy Box / Figurine seule                                                                                              | 4 novembre 2014                                                                   |
| Maléfique                                      | Maléfique                  | Figurine seule | 4 novembre 2014                                                                   |
| Fées Disney                                    | Fée Clochette              | Figurine seule | 4 novembre 2014                                                                   |
| Univers des canards de Disney                  | Donald Duck                | Figurine seule | 4 novembre 2014                                                                   |
| Les Nouveaux Héros                             | Hiro Hamada                | Figurine seule | 4 novembre 2014                                                                   |
| Les Nouveaux Héros                             | Baymax                     | Figurine seule | 4 novembre 2014                                                                   |
| Aladdin                                        | Aladdin                    | Pack Toy Box Aladdin / Figurine seule                                                                                                   | 4 novembre 2014                                                                   |
| Aladdin                                        | Jasmine                    | Pack Toy Box Aladdin / Figurine seule                                                                                                   | 3 février 2015                                                                    |
| Figurines Disney Infinity 3.0                  |                            | |                                                                                   |
| Univers                                        | Personnages                | Pack | Date de sortie française                                                          |
| Star Wars                                      | Anakin Skywalker           | Pack de démarrage Disney Infinity 3.0 / Pack aventure Twilight of the republic / Pack de démarrage Disney Infinity 3.0 édition spéciale | 30 août 2015                                                                      |
| Star Wars                                      | Ahsoka Tano                | Pack de démarrage Disney Infinity 3.0 / Pack aventure Twilight of the republic / Pack de démarrage Disney Infinity 3.0 édition spéciale | 30 août 2015                                                                      |
| Star Wars                                      | Obi-Wan Kenobi             | Figurine seule | 30 août 2015                                                                      |
| Star Wars                                      | Yoda                       | Figurine seule | 30 août 2015                                                                      |
| Star Wars                                      | Dark Maul                  | Figurine seule | 6 novembre 2015                                                                   |
| Star Wars                                      | Luke Skywalker             | Pack aventure Rise against the empire / Pack de démarrage Disney Infinity 3.0 édition spéciale                                          | 30 août 2015 (Pack de démarrage édition spéciale) septembre 2015 (Pack aventure)  |
| Star Wars                                      | Princesse Leia             | Pack aventure Rise against the empire / Pack de démarrage Disney Infinity 3.0 édition spéciale                                          | 30 août 2015 (Pack de démarrage édition spéciale) septembre 2015 (Pack aventure)  |
| Star Wars                                      | Han Solo                   | Figurine seule | septembre 2015                                                                    |
| Star Wars                                      | Chewbacca                  | Figurine seule | septembre 2015                                                                    |
| Star Wars                                      | Dark Vador                 | Figurine seule | septembre 2015                                                                    |
| Star Wars                                      | Boba Fett                  | Pack de démarrage Disney Infinity 3.0 édition spéciale / Figurine seule                                                                 | 30 août 2015 (Pack de démarrage édition spéciale) 2 février 2016 (Figurine seule) |
| Star Wars                                      | Rey                        | Pack aventure Le réveil de la force | 16 décembre 2015                                                                  |
| Star Wars                                      | Finn                       | Pack aventure Le réveil de la force | 16 décembre 2015                                                                  |
| Star Wars                                      | Poe Dameron                | Figurine seule | 16 décembre 2015                                                                  |
| Star Wars                                      | Kylo Ren                   | Figurine seule | 16 décembre 2015                                                                  |
| Star Wars                                      | Ezra Bridger               | Figurine seule | 30 août 2015                                                                      |
| Star Wars                                      | Kanan Jarrus               | Figurine seule | 30 août 2015                                                                      |
| Star Wars                                      | Sabine Wren                | Figurine seule | 30 août 2015                                                                      |
| Star Wars                                      | Zeb Orrelios               | Figurine seule | 30 août 2015                                                                      |
| Mickey                                         | Mickey Mouse               | Figurine seule | 30 août 2015                                                                      |
| Mickey                                         | Minnie Mouse               | Figurine seule | 30 août 2015                                                                      |
| La Reine des neiges                            | Olaf                       | Figurine seule | 30 août 2015                                                                      |
| Mulan                                          | Mulan                      | Figurine seule | 30 août 2015                                                                      |
| Tron                                           | Quorra                     | Personnage jouable gratuitement dans la version Windows 8/10 et Steam de 2.0 virtuellement / Figurine seule (3.0)                       | 30 août 2015 (figurine)                                                           |
| Tron                                           | Sam Flynn                  | Personnage jouable gratuitement dans la version Windows 8/10 et Steam de 2.0 virtuellement / Figurine seule (3.0)                       | 30 août 2015 (figurine)                                                           |
| Vice-versa                                     | Joie                       | Pack aventure Vice-versa | 30 août 2015                                                                      |
| Vice-versa                                     | Colère                     | Pack aventure Vice-versa | 30 août 2015                                                                      |
| Vice-versa                                     | Dégoût                     | Figurine seule | 30 août 2015                                                                      |
| Vice-versa                                     | Tristesse                  | Figurine seule | 30 août 2015                                                                      |
| Vice-versa                                     | Peur                       | Figurine seule | 30 août 2015                                                                      |
| Le Voyage d'Arlo                               | Spot                       | Figurine seule | 6 novembre 2015                                                                   |
| Zootopie                                       | Nick Wilde                 | Figurine seule | 15 février 2016                                                                   |
| Zootopie                                       | Judy Hopps                 | Figurine seule | 15 février 2016                                                                   |
| Le Livre de la jungle                          | Baloo                      | Figurine seule | 25 mars 2016                                                                      |
| Alice de l'autre côté du miroir                | Alice                      | Figurine seule | 24 mai 2016                                                                       |
| Alice de l'autre côté du miroir                | Le Chapelier Fou           | Figurine seule | 24 mai 2016                                                                       |
| Alice de l'autre côté du miroir                | Temps                      | Figurine seule | 24 mai 2016                                                                       |
| Le Monde de Dory                               | Dory                       | Pack aventure Le monde de Dory | 27 juin 2016                                                                      |
| Le Monde de Dory                               | Nemo                       | Figurine seule / Figurine + 2 Power Discs du monde de Nemo repris de 1.0 (seulement en Amérique)                                        | 27 juin 2016                                                                      |
| Marvel                                         | Hulkbuster                 | Figurine seule | 6 novembre 2015                                                                   |
| Marvel                                         | Ultron                     | Figurine seule | 6 novembre 2015                                                                   |
| Marvel                                         | Captain America le premier | Pack Aventure Marvel Battlegrounds | 25 mars 2016                                                                      |
| Marvel                                         | La Panthère Noire          | Figurine seule | 25 mars 2016                                                                      |
| Marvel                                         | Ant-Man                    | Figurine seule | 25 mars 2016                                                                      |
| Marvel                                         | Vision                     | Figurine seule | 25 mars 2016                                                                      |

## Développement
Le 15 janvier 2013, Disney annonce le lancement pour juin 2013 de Disney Infinity pour contrer Skylanders d'Activision Blizzard, permettant une connexion entre des figurines Disney et Disney Interactive Studios.
Le 14 septembre 2013, le Des Moines Register révèle que le studio local Red 5 Interactive était consultant sur le projet pour la partie interface utilisateur et les interactions joueur-ordinateur.
Le 6 décembre 2013, l'éditeur Egmont annonce le lancement en février 2014 au Royaume-Uni d'un magazine mensuel sur l'univers du jeu Disney Infinity.
Le 14 novembre 2014, Disney annonce de nouveaux produits numériques dont une version iPhone de Disney Infinity.
Le 2 juin 2015, Disney présente le jeu Disney Playmation mélangeant jeu vidéo et éléments physiques en allant plus loin que les figurines de Disney Infinity avec un premier lot sur le thème d'Avengers,,, avec par exemple des gants Hulk ou Iron Man, un bouclier Captain America ou une sonde mobile d'Ultron. Le 19 juin 2015, Forbes détaille la conception de Disney Infinity 3.0 qui regroupe pas moins de 8 studios. Le 24 septembre 2015, Disney Infinity 3.0 est porté sur mobile avec une application nommée Disney Infinity: Toy Box 3.0,,. Le 9 octobre 2015, Disney Interactive espère retrouver des ventes records pour Disney Infinity 3.0 avec le coffret Marvel Battlegrounds prévu en mars 2016.
Le 1er mars 2016, Disney prévoit pour 2016 de nouveaux sets Disney, Marvel et Star Wars pour le jeu Disney Infinity mais pas de version 4.0,.
Le 10 mai 2016, Disney arrête la série de jeux Disney Infinity et annonce une perte liée de 147 millions d'USD,. Les dernières figurines sorties sont Alice, Temps, le chapelier fou en mai et un pack aventure Le monde de Dory (avec Dory) et une figurine Nemo en juin 2016. Des figurines Star Wars: Rogue One, Vaiana, Docteur Strange, Hera (Star Wars: Rebels), Peter Pan, Spider-Gwen; Pirates des Caraïbes : La vengeance de Salazar, Coco, Thor : Ragnarok, Les Gardiens de la Galaxie : Vol.2, Star Wars : Les Derniers Jedi et Cars 3 qui devaient sortir ont donc été annulées. Pour le site Gamasutra, relié par Fortune, les raisons sont une baisse des ventes de jouets associées au jeu qui n'a pas affect la concurrence et un changement de stratégie globale chez Disney qui passe par la licence et non plus le développement interne.
Le 29 juillet 2016, Disney Interactive ferme les achats en ligne liés à son jeu Disney Infinity. Les Toy Box publiées ne sont plus vérifiées depuis le 30 septembre 2016. Les serveurs sont arrêtés définitivement le 3 mars 2017 .

## Accueil

### Accueil de la presse
| Jeux                                 | GameRankings                                                                                          |
| ------------------------------------ | --- |
| Disney Infinity                      | Xbox 360 : 73,61 % Wii U : 76,71 % PlayStation 3 : 79,42 % Nintendo 3DS : 40 %                        |
| Disney Infinity: Marvel Super Heroes | PlayStation 4 : 73,17 % Xbox One : 68,36 % Xbox 360 : 85 % PlayStation Vita : 77,50 % Wii U : 74,80 % |
| Disney Infinity 3.0                  | PlayStation 4 : 80,86 % Wii U : 80 % Xbox One : 76;50 %                                               |

Dans une interview de John Blackburn et John Vignocchi, les deux membres de Disney Interactive expliquent que le succès du jeu est basé sur l'univers disponible dans le jeu principalement avec les nombreux personnages disponibles et le module Toy Box.

### Ventes
Le 17 septembre 2013, Disney annonce avoir vendu en 2 semaines 294 000 boites de démarrage du jeu Disney Infinity, jeu ayant coûté plus de 100 millions d'USD. Le 13 juin 2014, Disney annonce avoir vendu pour un milliard d'USD de jeux et accessoires Disney Infinity en 10 mois.
Le 18 janvier 2015, Disney déclare avoir vendu plus de jeux Disney Infinity en 2014 que Skylanders, malgré le désaccord d'Activision,.
Le 11 février 2016, la redevance sur le jeu Star Wars Battlefront permet à Disney de compenser le déclin de Disney Infinity.